# Tour della nazionale maschile di rugby a 15 dell'Australia 1997
I "Wallabies"  nazionale di "rugby a 15" dell'Australia si recano per il tour Autunnale in Argentina e Gran Bretagna. In Argentina dopo una prima vittoria, vengono sorprendentemente battuti dai Pumasa, che solo pochi mesi erano stati umiliati dalla Nuova Zelanda.
Il match con l'Inghilterra termina invece con un Pareggio per 15-15. Facile il successo con la Scozia.

## Risultati
(in azzurro i test match ufficiali) 
Il tour si apre contro la selezione provinciale di Tucuman:
| Arbitro: | Ricardo Lamastra |

|                     |      |                                                               |
| H. Dande, D. García | mt   | Tune (3) Howard Horan, Foley Harry, Finegan Roff, Larkham (3) |
| Albornoz            | tr   | Roff, Larkham Knox 6                                          |
| R. Sauze            | c.p. |                                                               |

Il secondo match è contro la selezione di Rosario. Un match assai meno equilibrato di quanto non dica il punteggio, con gli Australiani tre volte in meta.
| Arbitro: | Pablo Bleckdeweil |

|                           |      |                                           |
|                           | mt   | Ofahengaue, Blades Hardy, meta di mischia |
|                           | tr   | Payen 3                                   |
| Guillermo del Castillo 4  | c.p. | Payen                                     |
| G. del Castillo, L. Bouza | drop |                                           |

Segue il primo test vinto dagli australiani grazie ad una decisiva meta di Finegan
| Arbitro: | Bertie Smith |

|                  |      |          |
|                  | mt   | Finegan  |
| Giannantonio (5) | c.p. | Knox (6) |

| Arbitro: | Brian Stirling |

|               |      |                    |
|               | mt   | Kefu, Wilson Payne |
|               | tr   | Flatley            |
| José Cilley 4 | c.p. |                    |

In un secondo test match segnato da molti errori australiani sui calci, i "pumas" si prendono la rivincita e superano gli Australiani per 18-16. Decisiva una trasformazione di Diego Giannatonio 
| Arbitro: | David McHugh |

|                  |      |               |
| Martín, Pichot   | mt   | Finegan, Tune |
| Giannantonio     | tr   |               |
| Giannantonio (2) | c.p. | Knox (2)      |

I Wallabies si spostano in Europa, dove vengono fermati sul pareggio dallì'Inghilterra grazie ad un grande prestazione della mischia.
| Arbitro: | André Watson |

|          |      |              |
|          | mt   | Gregan, Tune |
|          | tr   | Roff (1)     |
| Catt (5) | c.p. | Roff (2)     |

Il riscatto arriva contro la Scozia, travolta sotto 5 mete. Grande il match di Ofahengaue 
| Arbitro: | Tappe Henning |

|        |      |                                       |
| Murray | mt   | Gregan, Larkham (2), Ofahengaue, Roff |
|        | tr   | Eales (3)                             |
| Hodge  | c.p. | Eales (2)                             |